# Czadeczka
Czadeczka (słow. Čadečka) – duży potok w Beskidzie Śląskim, w Jaworzynce w powiecie cieszyńskim.
Czadeczka jest jednym z nielicznych polskich cieków wodnych, należących do zlewiska Morza Czarnego. Źródła Czadeczki znajdują się na południowo-zachodnich stokach Ochodzitej i pod przełęczą Rupienka. Płynąc potok zatacza szeroki łuk ku zachodowi i południu, następnie przyjmuje wody jej lewobrzeżnego dopływu – Krężelki, a poniżej osiedla Czadeczka (najbardziej na południe wysunięty przysiółek Jaworzynki) przecina granicę państwa, uchodząc - już na pograniczu wsi Skalité i Čierne na Słowacji - do Čierňanki. Następnie Kysuca, a później Wag prowadzą wody Czadeczki do Dunaju. Nazwa potoku pochodzi od miasta Czadca, gdzie Čierňanka wpada do Kysucy.